# São Tiago de Hera

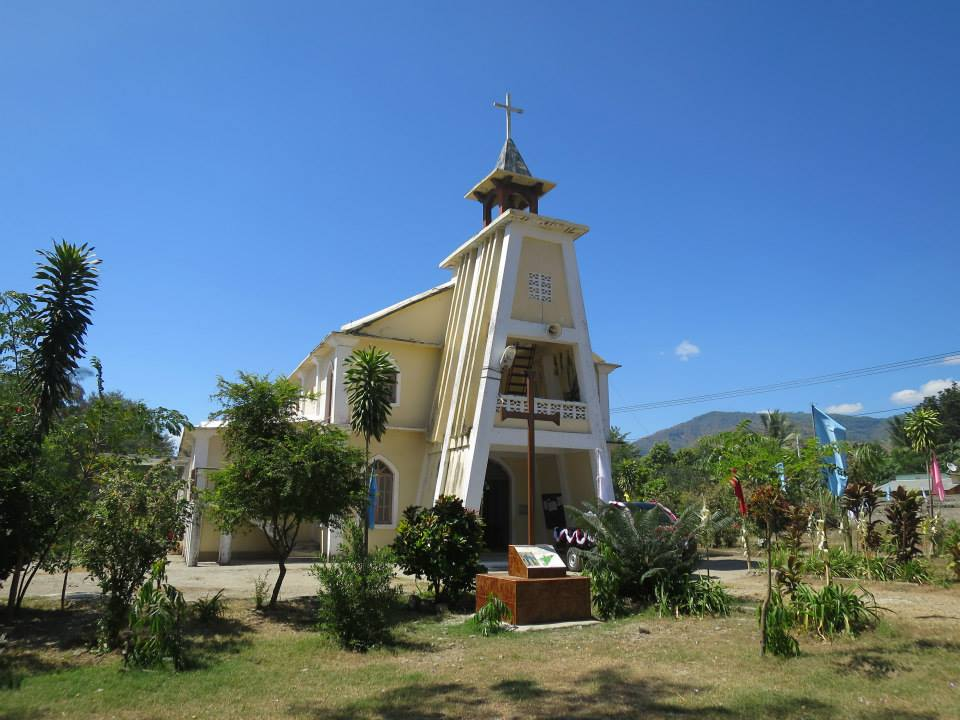
Igreja de São Tiago de Hera mit dem Gedenkkreuz

São Tiago de Hera ist die Hauptkirche im osttimoresischen Suco Hera (Verwaltungsamt Cristo Rei), östlich der Landeshauptstadt Dili. Die Kirche befindet sich südlich des Hafens von Hera, an der nördlichen Küstenstraße, die hier Avenida Hera heißt.
Die Kirche wurde apostolischen Administrator Ximenes Belo am 19. Oktober 1994 eingeweiht.

## Bauwerk
Auffällig ist bei der Kirche ihr Glockenturm über dem Hauptportal. Es handelt sich um einen offenen Bau, dessen Seitenwände nur aus Streben bestehen. Der weiß-blaue Innenraum ist sehr hell, aber relativ schmucklos. Eine Besonderheit ist, dass, neben dem Hauptschiff, die Kirche nur auf der linken Seite hinter Säulen ein Nebenschiff hat. Hinter dem Altar befindet sich ein großes Kruzifix, links davon Statuen von Jesus und Jakobus dem Älteren, dem Namenspatron der Kirche. Der Boden ist mit roten und weißen Kacheln gefliest. Oberhalb des Altarraums steht auf einem Torbogen auf Lateinisch geschrieben: „Fides Sine Operibus Mortua Est“ (deutsch Glaube ohne Werke ist tot). Der Satz stammt aus dem Brief des Jakobus, Kapitel 2, Vers 26.
Vor der Kirche befindet sich ein Gedenkstein mit Kreuz, das an das 500-jährige Jubiläum der Evangelisierung Timors 2015 erinnert.

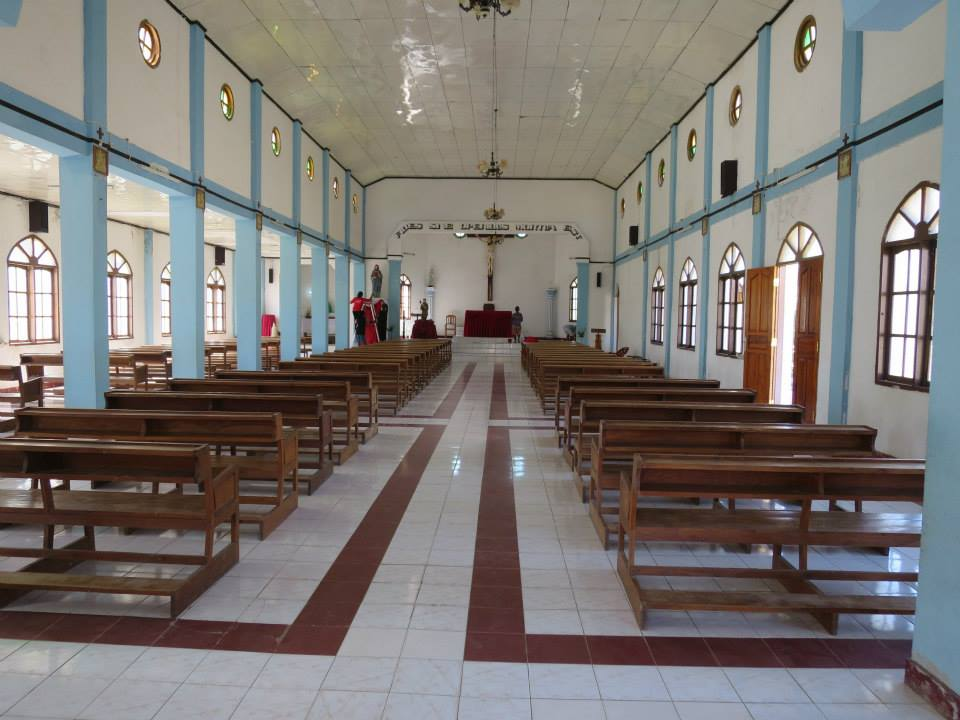
Der Innenraum
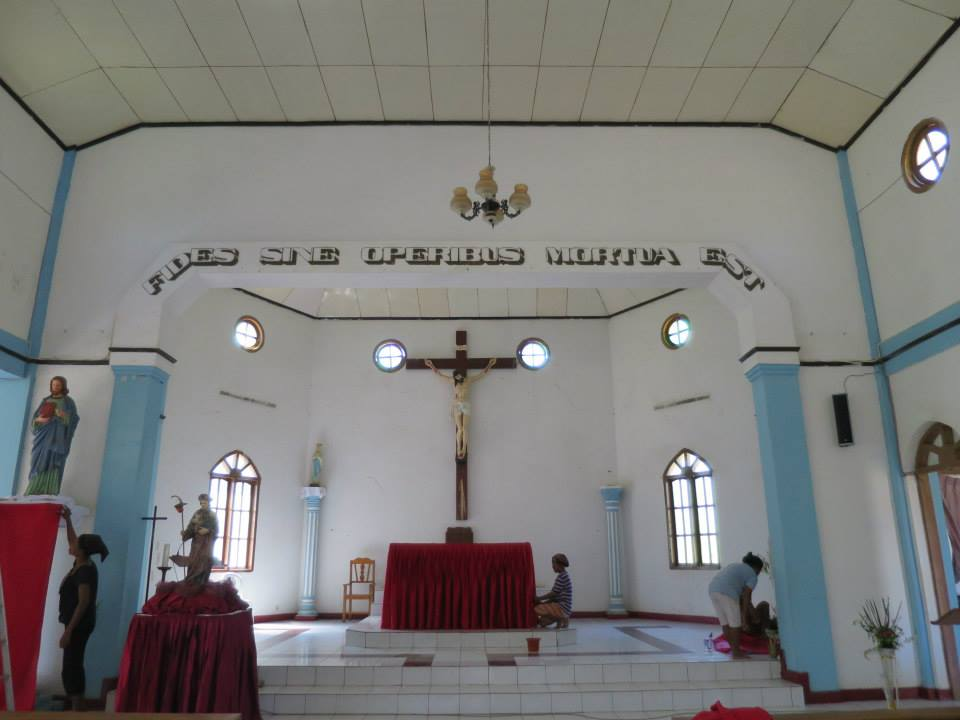
Der Altar
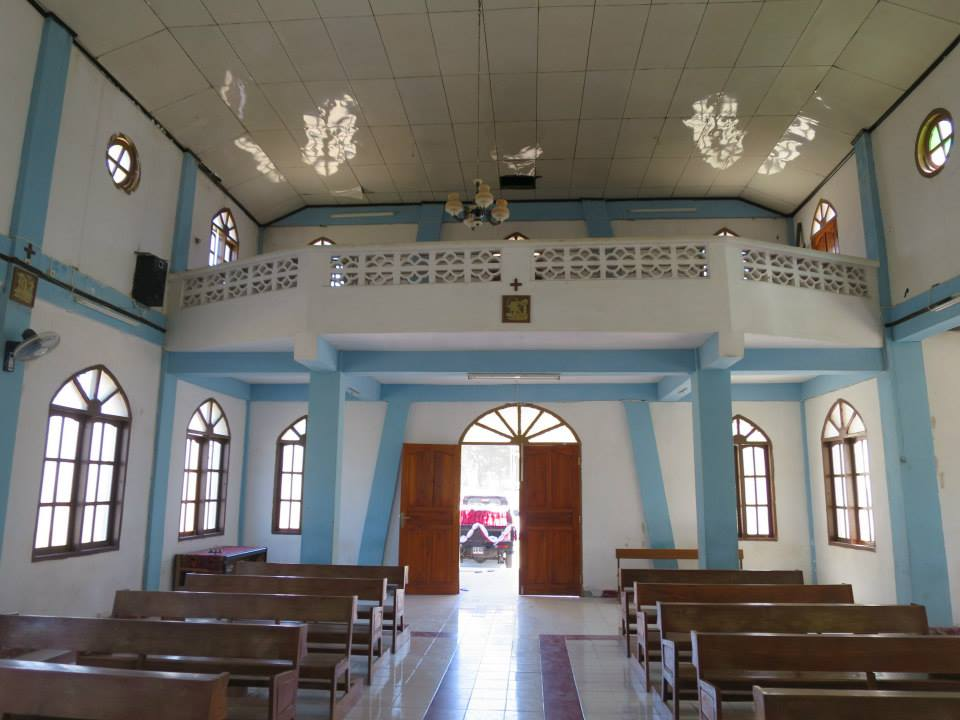
Die Chorempore
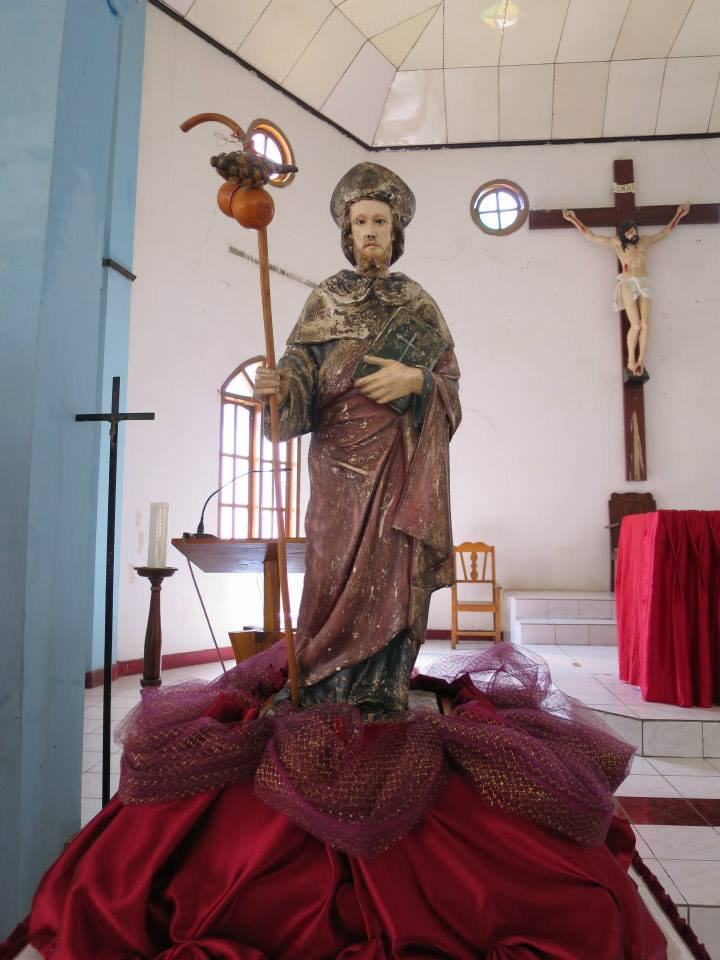
Statue vom Heiligen Jakobus
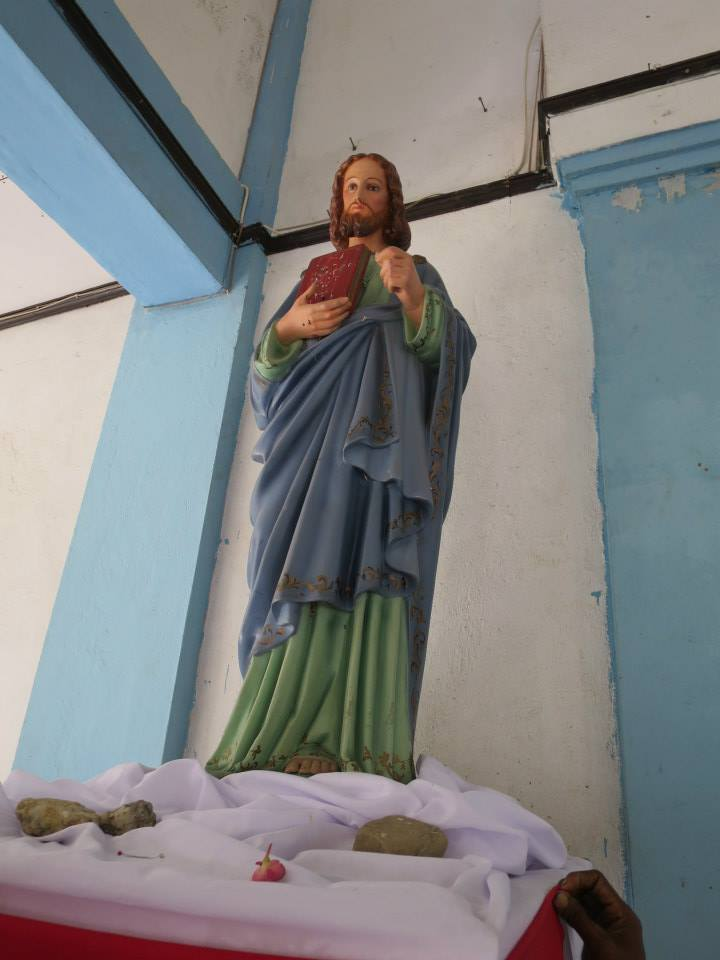
Jesusstatue
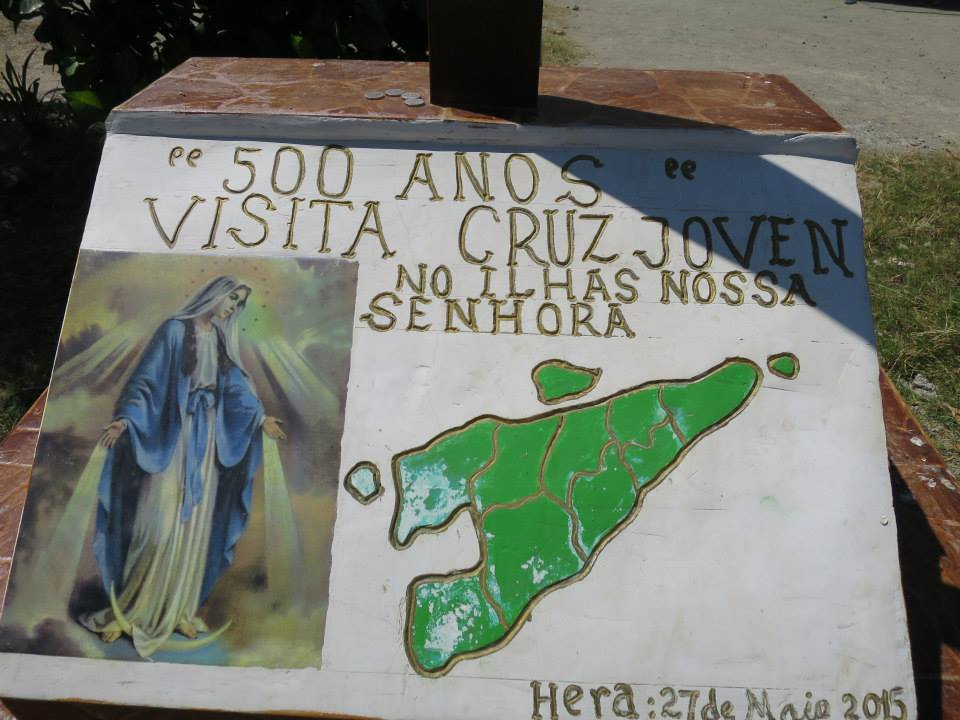
500 Jahre Christentum auf Timor
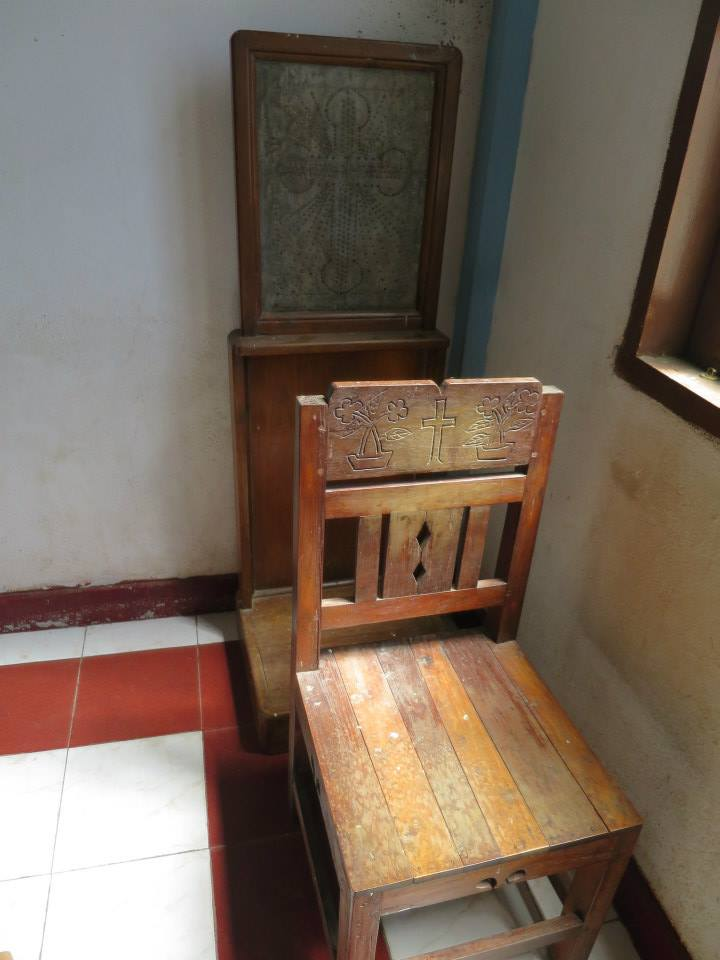